# Diestsestraat
De Diestsestraat is een winkelstraat in het centrum van Leuven. De straat loopt parallel met de Bondgenotenlaan en samen vormen zij tegenwoordig het belangrijkste winkelcentrum van de stad. Sinds 25 augustus 2007 is de straat volledig autovrij. Het Miniemeninstituut, een locatie met een oude geschiedenis, is hier gevestigd. De stadsbibliotheek Tweebronnen bevindt zich in de Diestsestraat.
De straat is een van de oudste verkeerswegen van de stad. Daar zij tijdens de Eerste Wereldoorlog vrijwel volledig verwoest werd, kon ze een breder tracé krijgen.
De Diestsestraat is ook een vakje op het spelbord van de Belgische versie van Monopoly.
Ter hoogte van de kruising met de Vaartstraat en de Leopold Vanderkelenstraat staat het standbeeld Dorre, de bakker, dat in 1979 werd ingehuldigd.